# Opius tenfanus
Opius tenfanus är en stekelart som beskrevs av Fischer 1996. Opius tenfanus ingår i släktet Opius och familjen bracksteklar. Inga underarter finns listade i Catalogue of Life.